# Позакадрове фільмування
Позакадрове фільмування (англ. making-of, також англ. behind-the-scenes — за сценою, англ. on the set — на знімальному майданчику) — документальний фільм, у якому розповідається про виробництво фільму або телевізійної програми. Такий фільм використовують як електронний матеріал для преси (electronic press kit) через його основне призначення як рекламного засобу, або одночасно з випуском у кінотеатрі, або як бонусний матеріал для випуску фільму на дисках DVD або Blu-ray.

## Історія
Короткі знімання документальних фільмів часто використовуються як бонус на DVD-дисках, оскільки вони дають більше уявлення про фільм, про те, як він створювався, а також про знімальну групу. Іноді деякі фільми включають постановну закадрове знімання (making of the making-of) як жарт. Такі фільми також часто випускають для телебачення як частину просування фільму.

## Приклади повнометражних фільмів
- 1982 : «Тягар мрій»[en] / (Burden of Dreams) — повнометражна стрічка про створення фільму «Фіцкарральдо»[2]
- 1991 : «Серця темряви: Апокаліпсис режисера»[en] / (Hearts of Darkness: A Filmmaker's Apocalypse) — про створення фільму «Апокаліпсис сьогодні»[3]
- 2002 : «Загублений у Ла-Манчі»[en] / (Lost in La Mancha) — про спроби Террі Гілліама зняти фільм «Чоловік, який вбив Дон Кіхота»[4]